# Шведи
Шведи — скандинавський народ, що спілкується шведською мовою. Основне населення Королівства Швеція. Значна шведська меншість проживає у Фінляндії. Як нація сформувались на основі поєднання на рубежі І — ІІ тисячоліть до нашої ери гетів і свеїв як основних племінних груп. Від назви останньої племінної групи походить сучасна назва Швеції.

## Відомі шведи
- Малін Акерман — канадська актриса і модель шведського походження
- Інгрід Бергман — американська акторка кіно, театру, радіо й телебачення шведського походження
- Грета Гарбо — шведська й американська акторка, популярна в епоху німого кіно й «золотої ери» Голлівуду
- Дольф Лундгрен — шведський актор, режисер, спортсмен-каратист
- Александр Скошгорд — шведський актор, режисер, сценарист
- Йон Бауер — шведський художник та ілюстратор
- Інгмар Бергман — шведський режисер театру й кіно, сценарист, письменник, один з головних творців авторського кіно 20-го сторіччя
- Карл Ларссон — шведський художник і дизайнер інтер'єру
- Карл Міллєс — відомий європейський скульптор 20 століття, швед за походженням
- Олександр Рослін — відомий шведський художник доби пізнього бароко і рококо, портретист
- Андерс Цорн — шведський живописець-реаліст, графік і скульптор
- Бригіда Шведська — католицька свята, покровителька Європи, засновниця ордену бригіток
- Олаус Петрі — діяч шведської Реформації і письменник
- Еммануїл Сведенборг — шведський учений-природознавець, теософ, винахідник
- Фольке Бернадот — шведський політичний діяч і дипломат, член королівського дому Швеції, племінник короля Густава V, хресний батько короля Карла XVI Густафа
- Даґ Гаммаршельд — шведський державний діяч, Генеральний секретар ООН в 1953—1961 роках, письменник, перекладач, один з 18 членів Шведської академії, лауреат Нобелівської премії миру 1961 року (посмертно)
- Нільс Густав Дален — шведський винахідник, засновник компанії AGA, лауреат Нобелівської премії з фізики в 1912 р.
- Кампрад Інґвар — шведський підприємець, засновник міжнародної приватної компанії IKEA
- Альфред Нобель — шведський хімік, винахідник, підприємець і благодійник
- Ніклас Зеннстрем — шведський підприємець
- Лукас Мудіссон — шведський кінорежисер і сценарист
- Карл-Густав Врангель — граф, шведський адмірал і фельдмаршал, який командував армією на заключному етапі Тридцятилітньої війни
- Міні Анден — шведська фотомодель та акторка
- Елін Нордеґрен — шведська фотомодель
- Емма Віклунд — шведська модель і актриса
- Карл XVI Густаф — король Швеції з 15 вересня 1973 року
- Карл XII — король Швеції 1697—1718 та Гетьманської України 1708—1718
- ABBA — шведський музичний квартет
- Шарлотта Переллі — шведська співачка
- Ace of Base — шведський поп-гурт
- Amon Amarth — шведський музичний гурт
- Бенні Андерссон — музичний продюсер, композитор-пісняр і співак, найбільш відомий як учасник поп-гурту ABBA
- Агнета Фельтскуг — співачка, автор пісень, музичний продюсер, найбільш знана як солістка гурту ABBA
- Arch Enemy — шведський мелодійний дез-метал гурт
- Avicii — шведський ді-джей і музичний продюсер
- Basshunter — шведський продюсер та діджей
- Bathory — шведський музичний гурт
- Франц Бервальд — видатний шведський композитор-романтик
- Карл-Мікаель Бельман — шведський поет
- The Cardigans — шведський музичний гурт
- Dark Tranquillity — шведський мелодійний дез-метал гурт
- E-Type — шведський виконавець та музикант
- Europe — рок-гурт зі Швеції
- Марі Фредрікссон — шведська співачка, композитор, автор пісень, піаністка, більш знана як солістка поп-рок дуету Roxette
- Пер Гокан Гессле — шведський музикант, композитор, продюсер, автор пісень і вокаліст
- HammerFall — метал-гурт зі Швеції
- Opeth — рок-гурт зі Швеції
- The Hives — шведський рок-гурт
- In Flames — шведський мелодік дез-метал гурт
- Kent (гурт) — шведський рок-гурт
- The Knife — шведський дует, що грає електронну музику
- Lykke Li — шведська співачка
- Інгві Мальмстін — шведський гітарист i композитор
- Roxette — шведський поп-рок гурт
- Вільгельм Стенгаммар — шведський композитор, хоровий диригент та піаніст
- Therion — шведський метал-гурт
- Бйорн Ульвеус — шведський музикант, композитор, автор пісень, гітарист, колишній член поп-гурту ABBA
- Sabaton — шведський хеві-павер-метал гурт, заснований в 1999
- Карл Більдт — шведський державний і політичний діяч, дипломат
- Інгвар Карлссон — шведський політик, колишній прем'єр-міністр Швеції, лідер Соціал-демократичної партії Швеції
- Таге Фрітьоф Ерландер — шведський політик, прем'єр-міністр Швеції і лідер Соціал-демократичної партії Швеції з 1946 до 1969 р.
- Турб'єрн Фелльдін — шведський політик
- Ганна Лінд — шведський державний діяч, дипломат
- Альва Мюрдаль — шведський дипломат, політик і соціолог; лауреат Нобелівської премії миру 1982 р.
- Аксель Оксеншерна — шведський політик, соратник короля Густава Адольфа, організатор адміністративних рефом, видатний дипломат
- Улоф Пальме — шведський політичний діяч, лідер Соціал-демократичної робочої партії Швеції, прем'єр-міністр, неодноразово міністр
- Ганс Йоран Перссон — прем'єр-міністр Швеції з 1996 по 2006 роки
- Фредрік Райнфельдт — прем'єр-міністр Швеції, лідер Поміркованої партії і колишній Президент Європейської Ради
- Ганнес Альфвен — шведський фізик і астроном, лауреат Нобелівської премії з фізики 1970 року
- Йоганн Арфведсон — шведський хімік, у 1817 році відкрив хімічний елемент літій
- Єнс Якоб Берцеліус — шведський хімік, якого вважають одним із батьків хімії поряд із Дальтоном, Бойлем і Антуаном Лавуазьє
- Арвід Карлсон — шведський фармаколог, лауреат Нобелівської премії з фізіології і медицини (2000)
- Андерс Цельсій — шведський астроном, математик, широковідомий завдяки термометру зі стоградусною шкалою, який отримав його ім‘я
- Ульф фон Ейлер — шведський фізіолог та фармаколог, лауреат Нобелівської премії з фізіології і медицини 1970 року
- Карл Лінней — шведський природознавець, ботанік, зоолог, лікар, видатний учений XVIII століття, перший президент Шведської АН
- Гуннар Мюрдаль — шведський економіст, лауреат Нобелівської премії з економіки 1974 року
- Улоф Рудбек (старший) — шведський науковець — анатом, ботанік і атлантолог, також вивчав і викладав математику, фізику, музику
- Йоганнес Роберт Ридберґ — шведський фізик
- Карл Вільгельм Шеєле — шведський хімік
- Андерс Йонас Ангстрем — шведський вчений-астрофізик, один із засновників спектрального аналізу
- Сванте Август Арреніус — шведський фізик, хімік, астрофізик; професор Стокгольмського університету, директор Нобелівського інституту в Стокгольмі; автор теорії електролітичної дисоціації; сформулював основні положення хімічної кінетики; висунув теорію виникнення життя на Землі (теорія панспермії); член Стокгольмської АН; лауреат Нобелівської премії з хімії (1903)
- Даніель Альфредссон — шведський хокеїст
- Кайса Бергквіст — шведська легкоатлетка, стрибунка у висоту, олімпійська медалістка, чемпіонка світу
- Бйорн Борг — колишній шведський тенісист
- Стефан Едберг — шведський тенісист
- Свен-Йоран Ерікссон — шведський футболіст, футбольний тренер
- Петер Форсберг — шведський хокеїст
- Стефан Гольм — шведський легкоатлет, олімпійський чемпіон
- Кароліна Клюфт — шведська легкоатлетка, олімпійська чемпіонка
- Фредрік Юнгберг — шведський футболіст
- Гуннар Нордаль — колишній шведський футболіст
- Маркус Неслунд — шведський хокеїст
- Інгемар Стенмарк — шведський гірськолижник, олімпійський чемпіон
- Анніка Серенстам — шведська гольфістка
- Ян-Уве Вальднер — шведський настільний тенісист, олімпійський чемпіон
- Пернілла Віберг — шведська гірськолижниця, олімпійська чемпіонка
- Матс Віландер — шведський тенісист, у минулому перша ракетка світу
- Магнус Вісландер — шведський гандболіст, олімпійський медаліст
- Карін Боє — шведська письменниця й критик
- Гуннар Екелеф — шведський поет, есеїст, перекладач, одна з найвизначніших постатей скандинавського модернізму
- Вернер фон Гейденстам — шведський письменник, член Шведської академії з 1912, лауреат Нобелівської премії з літератури 1916 р.
- Ерік Аксель Карлфельдт — шведський поет, який став лауреатом Нобелівської премії з літератури 1931 року
- Ейвінд Юнсон — шведський письменник, лауреат Нобелівської премії з літератури 1974 року
- Пер Лагерквіст — шведський письменник, лауреат Нобелівської премії з літератури за 1951 рік
- Сельма Лагерлеф — шведська письменниця, автор художніх, історичних, краєзнавчих книг, перша жінка-письменниця, відзначена у 1909 році Нобелівською премією з літератури
- Стіґ Ларссон — шведський журналіст і письменник
- Астрід Ліндгрен — шведська дитяча письменниця, чиї книги перекладені більш ніж 85 мовами та видані більше ніж у 100 країнах
- Геннінґ Манкелль — шведський прозаїк, драматург, режисер і видавець, автор детективних романів
- Гаррі Мартінсон — шведський письменник, лауреат Нобелівської премії з літератури за 1974 рік
- Август Стріндберг — шведський письменник-прозаїк, драматург і живописець, основоположник сучасної шведської літератури і театру
- Томас Транстремер — видатний шведський поет XX століття, лауреат Нобелівської премії з літератури 2011 року
- Свен Гедін — шведський географ, топограф, дослідник, фотограф, і письменник, а також ілюстратор власних праць
- Зара Ларссон — шведська співачка